# One Tree Hill
One Tree Hill je americký dramatický televizní seriál, jehož autorem je Mark Schwahn. Premiérově byl vysílán v letech 2003–2012, zpočátku na stanici The WB, následně na The CW (od 2006). Celkově bylo natočeno 187 dílů v devíti řadách.

## Příběh
Seriál sleduje příběh dvou polorodých bratrů Lucase (Chad Michael Murray) a Nathana Scottových (James Lafferty). Na střední škole ve fiktivním severokarolínském městečku Tree Hill se setkávají nejdříve jako rivalové nejen co se týče pozice v basketbalovém týmu Tree Hill Ravens, ale i v lásce. Lucas má totiž zájem o Nathanovu přítelkyni Peyton (Hilarie Burton). Její nejlepší kamarádka Brooke (Sophia Bush) má naopak zájem o Lucase a Nathanovi se líbí Lucasova nejlepší kamarádka Haley (Bethany Joy Lenz). Mezi čtvrtou a pátou řadou proběhnou čtyři roky, v nichž postavy vystudovaly vysoké školy a z nejrůznějších důvodů se vrací do Tree Hill.

## Obsazení
- Chad Michael Murray jako Lucas Scott (1.–6. řada, v 9. řadě jako host)
- James Lafferty jako Nathan Scott
- Hilarie Burton jako Peyton Sawyer (1.–6. řada)
- Bethany Joy Lenz jako Haley James Scott
- Paul Johansson jako Dan Scott (1.–7. a 9. řada, v 8. řadě jako host)
- Sophia Bush jako Brooke Davis
- Barry Corbin jako Brian „Whitey“ Durham (1.–4. řada, v 5. a 6. řadě jako host)
- Craig Sheffer jako Keith Scott (1.–3. řada, ve 4. a 9. řadě jako host)
- Moira Kelly jako Karen Roe (1.–4. řada, v 5. a 6. řadě jako host)
- Barbara Alyn Woods jako Deb Scott (1.–4. a 6. řada, v 5. a 9. řadě jako host)
- Lee Norris jako Marvin „Mouth“ McFadden (3.–9. řada, v 1. a 2. řadě jako host)
- Antwon Tanner jako Antwon „Skills“ Taylor (4.–7. řada, v 1.–3., 8. a 9. řadě jako host)
- Danneel Harris jako Rachel Gatina (4. řada, v 3., 5. a 7. řadě jako host)
- Jackson Brundage jako Jamie Scott (5.–9. řada)
- Lisa Goldstein jako Millicent Huxtable (6.–9. řada, v 5. řadě jako host)
- Austin Nichols jako Julian Baker (7.–9. řada, v 6. řadě jako host)
- Robert Buckley jako Clay Evans (7.–9. řada)
- Shantel VanSanten jako Quinn James (7.–9. řada)
- Jana Kramer jako Alex Dupre (7.–9. řada)
- Stephen Colletti jako Chase Adams (8.–9. řada, ve 4.–7. řadě jako host)
- Tyler Hilton jako Chris Keller (9. řada, ve 2.–4. řadě jako host)

## Vysílání
| Řada | Díly | Premiéra v USA | Premiéra v USA  | Stanice v USA |
| Řada | Díly | První díl      | Poslední díl    | Stanice v USA |
| ---- | ---- | -------------- | --------------- | ------------- |
| 1    | 22   | 23. září 2003  | 11. května 2004 | The WB        |
| 2    | 23   | 21. září 2004  | 24. května 2005 | The WB        |
| 3    | 22   | 5. října 2005  | 3. května 2006  | The WB        |
| 4    | 21   | 27. září 2006  | 13. června 2007 | The CW        |
| 5    | 18   | 8. ledna 2008  | 19. května 2008 | The CW        |
| 6    | 24   | 1. září 2008   | 18. května 2009 | The CW        |
| 7    | 22   | 14. září 2009  | 17. května 2010 | The CW        |
| 8    | 22   | 14. září 2010  | 17. května 2011 | The CW        |
| 9    | 13   | 11. ledna 2012 | 4. dubna 2012   | The CW        |

## Přijetí
Seriál získal tři ceny Teen Choice Awards.